# Puya (banda)
Puya es una banda de heavy metal proveniente de San Juan de Puerto Rico, que fue formada, originalmente, como un proyecto instrumental en 1988. Fueron ganadores de un premio Billboard Latin Music Awards con su álbum "Fundamental" en 1999-2000 como mejor álbum de rock, siendo la primera banda de metal de Puerto Rico en lograr un alto nivel de éxito internacional.

## Biografía
Formado bajo el nombre de "Whisker Biscuit" en 1988 y originalmente un proyecto instrumental, Puya añadió al vocalista Sergio Curbelo en 1992, quien se mudó a Fort Lauderdale, Florida, donde crearon una mezcla de metal y salsa pesada con la ayuda de Jeff Renza y la productora Boiz Noiz. Adoptaron el nombre de Puya en 1994 con el lanzamiento de un demo.
En 1995, Puya lanzó su álbum debut homónimo bajo el sello Noiz Boiz. Luego del lanzamiento, el productor Gustavo Santaolalla hizo que firmaran con MCA y en 1999 lanzaron su segundo álbum, Fundamental. Esto impulsó a la banda al estrellato, incluso participaron en la segunda tarima de la gira del Ozzfest donde compartieron con Slipknot en 1999.[cita requerida]
Su canción "Tirale" se incluyó en la banda sonora de la película "Heavy Metal 2000", y fue la única canción del compilado con letra en español. La banda ha abierto conciertos en diferentes países para Sepultura, Red Hot Chili Peppers, Pantera y Kiss.[cita requerida] También grabaron un cover de "Spirits of Material World" de la banda The Police en español,[cita requerida] con el título "Almas en material del Mundo Material". En su álbum "Unión", álbum lanzado en el 2001, la banda no cumplió con las expectativas de MCA y la disquera no renovó el contrato de la banda al expirar en 2002.[cita requerida]
Puya se reunió en 2009 para dos festivales de música en Puerto Rico. Lo reciente y más notable, Puya fue el 4 de julio de 2010 al festival de Rock al Parque en Bogotá, Colombia y también recientemente en San Juan, Puerto Rico el 25 de septiembre de 2010. Lanzaron el EP digital de Areyto en iTunes el 27 de agosto de 2010.[cita requerida]
En febrero de 2014 realizaron un concierto en la Bahía Urbana, en San Juan de Puerto Rico y en noviembre de 2014 anticiparon su participación en el festival "Patria Grande", el cual se llevó a cabo en Cuba el 18 de noviembre. En adición, previo al evento 'Patria Grande' en Cuba, la banda anunció una gira en Estados Unidos comenzada en septiembre de 2014.

## Estilo musical e Influencias
La música de Puya se define por poner énfasis en ritmos pesados de guitarra y ritmos latinos de percusión, puntuados por trompetas de big band, con melodías compuestas que conducen a la improvisación instrumental. Además, algunas de las canciones de Puya también han incorporado rap. La música de Puya se basa en diversos estilos, que incluyen salsa, rumba cubana, bomba, rock alternativo, hard rock, blues rock, heavy metal, jazz y rock progresivo.
Puya fue influenciado por Pantera, Rush, Fania All-Stars, Fishbone, Metallica, Black Sabbath, Van Halen y Sepultura.
La música de la banda ha sido categorizada como rock alternativo, hardcore, hard rock, heavy metal, metal latino, metal progresivo y rock en español, aunque a veces se clasifica como nu metal, Latin Music: Musicians, Genres, and Themes lo cuestiona, y dice que Puya no es parte de este género y tiene su propio estilo de música.

## Integrantes

### Actuales
- Ramón Ortiz -  guitarras  (1988 - 2002, 2009 - presente)
- Eduardo Paniagua - batería  (1994 - 2002, 2009 - presente)
- Harold Hopkins – bajo   (1988 - 2002, 2009 - presente)
- Sergio Curbelo – voces (1992 - 2002, 2009 - 2017, 2020 - presente)

### Miembros de apoyo
- Oscar Santiago - percusiones (2009 - presente)

### Antiguos
- Joshyn – batería (1992-1993)
- Eddie Macías – voces (1992)
- Diego Romero  – voces (2018-2020)[7]

## Discografía

### Álbumes de estudio
- Puya (1995)
- Fundamental (1999)
- Union (2001)

### EP
- Whisker Biscuit (1994)
- Areyto (2010)
- Potencial (2024)

### Álbumes en vivo
- Live in Puerto Rico (1999)
- Vital (2014)